# Shahrestān di Chenaran
Lo shahrestān di Chenaran (farsi شهرستان چناران) è uno dei 28 shahrestān del Razavi Khorasan, il capoluogo è Chenaran. Lo shahrestān è suddiviso in 2 circoscrizioni (bakhsh): 
- Centrale (بخش مرکزی)
- Golbajar (بخش گلبهار)